# Heilige-Kruisverheffing-en-Sint-Jozefkerk

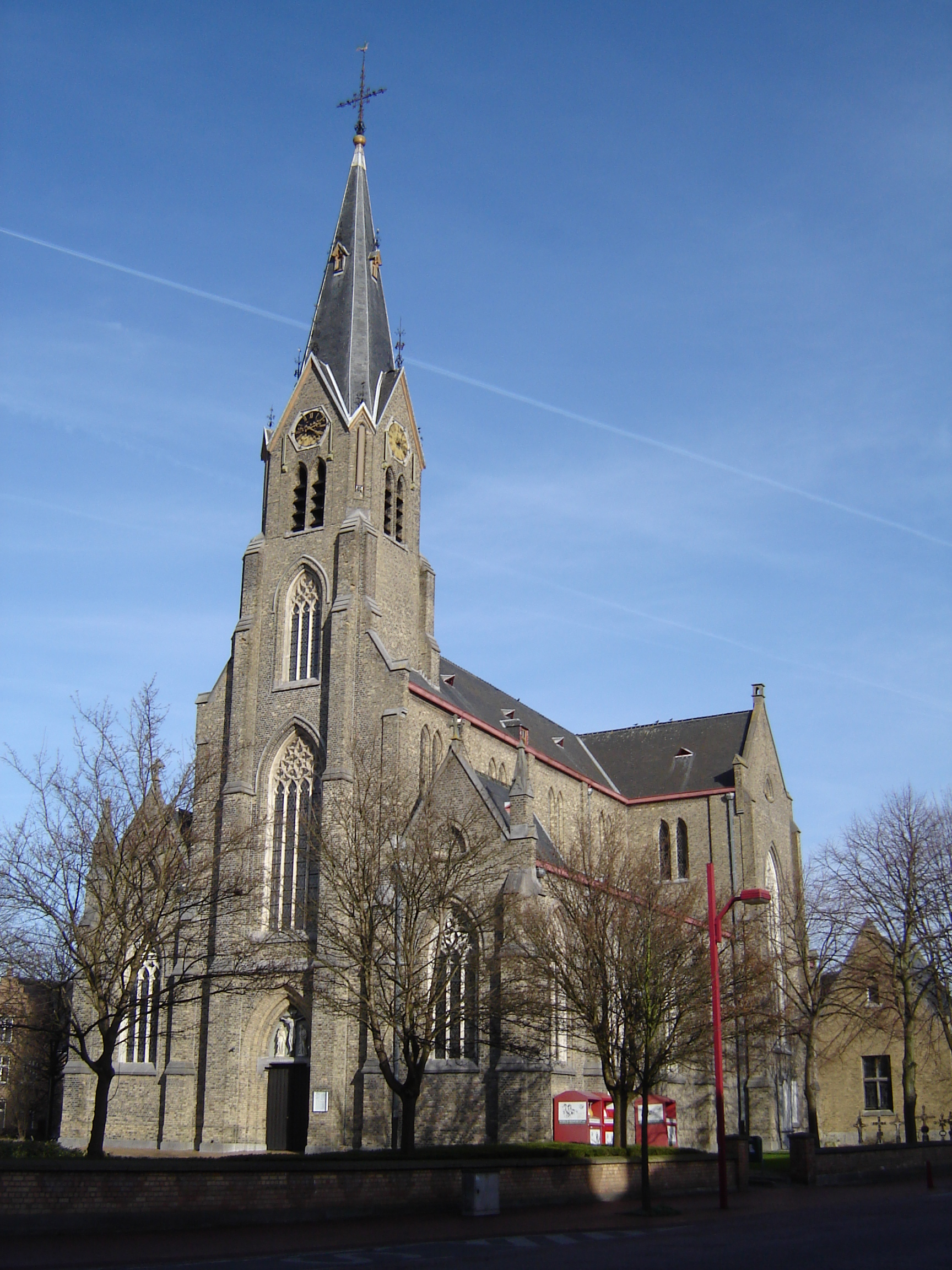
Heilige-Kruisverheffing-en-
Sint-Jozefkerk

De Heilige-Kruisverheffing-en-Sint-Jozefkerk is een kerk in Sint-Kruis, een deelgemeente van de Belgische stad Brugge. Het is de parochiekerk van het centrum van Sint-Kruis, gelegen langs de Moerkerkse Steenweg.
De kerk werd van 1851 tot 1857 gebouwd en afgewerkt. Het gebouw werd opgetrokken in een neogotische stijl door architect Pierre Nicolas Croquison. Een aanzet voor de bouw was een plotse bevolkingstoename op Sint-Kruis, waardoor de toenmalige kerk te klein werd en deze vernieuwing nodig geacht werd.
Pierre Nicolas Croquison tekende in 1851 de plannen van de kerk. De neogotiek was in de 19de eeuw aan een heuse opmars bezig, zeker in Brugge, dat het belangrijkste neogotische centrum van België was.